# Emberger Alm
Emberger Alm je naselje v Občini Berg im Drautal v Okraju Špital ob Dravi  na Koroškem v Avstriji.